# Вена (анатомия)
Ве́на — кровеносный сосуд, по которому кровь движется к сердцу. Вены получают кровь из посткапиллярных венул. Вены объединяются в венозную систему, часть сердечно-сосудистой системы. Сосуды, по которым кровь течёт от сердца, называются артериями.
Не во всех случаях по венам течёт венозная кровь, насыщенная углекислым газом, так же, как по артериям не всегда течёт артериальная кровь (обогащенная кислородом). Например, лёгочные вены несут к сердцу артериальную кровь, а лёгочная артерия несёт венозную кровь от сердца к лёгким. Это же относится и к пупочным венам у плода.
В нескольких системах наблюдается разделение вен на капиллярную сеть и повторное слияние снова в венозное русло — лат. rete mirabile venosum — «чудесная венозная сеть» — например, в портальной системе печени (воротная вена) и в гипоталамусе. Значение чудесных сетей заключается в замедлении тока крови в них.
Вены изучает раздел медицины, называющийся флебология. Исследуются строение и функционирование вен, их заболевания и патологические состояния, методы их диагностики, профилактики и лечения.

## Общая характеристика
В отличие от артерий, вены не разносят кровь к органам и тканям организма, а собирают её от них и несут в противоположном направлении по отношению к артериям: от периферии (тканей и органов) к сердцу. Стенка вен построена по тому же плану, что и стенки артерий. Однако, стенки вен тоньше и менее эластичны (благодаря чему пустые вены спадаются), чем у артерий, поскольку кровяное давление в венах низкое (15—20 мм рт. ст.). Вены широко анастомозируют между собой, порой образуя венозные сплетения (обычно у органов). Соединяясь друг с другом, более мелкие вены в конечном итоге образуют крупные венозные стволы — вены, впадающие в сердце.
Отток венозной крови начинается по посткапиллярным венулам, которые продолжаются в вены. Движение крови по венам осуществляется благодаря присасывающему действию сердца и тому, что в грудной полости каждый раз во время вдоха возникает отрицательное давление из-за разности давления в полостях, сокращению мускулатуры органов и ряду других факторов. Обратному оттоку венозной крови по венам препятствуют венозные клапаны (лат. valvulae venosae), являющиеся особенностью венозной стенки. Клапаны образованы складками эндотелия, содержащими слой соединительной ткани. Клапаны обращены своими свободными краями в сторону оттока к сердцу и таким образом не препятствуют оттоку крови в этом направлении, но вместе с тем могут препятствовать её обратному току. Также клапаны вен предохраняют сердце от излишних затрат энергии на преодоление колебательных движений крови, которые возникают в венозном русле под воздействием различных внешних факторов (колебания атмосферного давления, мышечное сжатие и др.). Вены внутренних органов, головного мозга и его оболочек, подчревные, подвздошные, нижняя и верхняя полая и лёгочной ствол — клапанов не имеют.

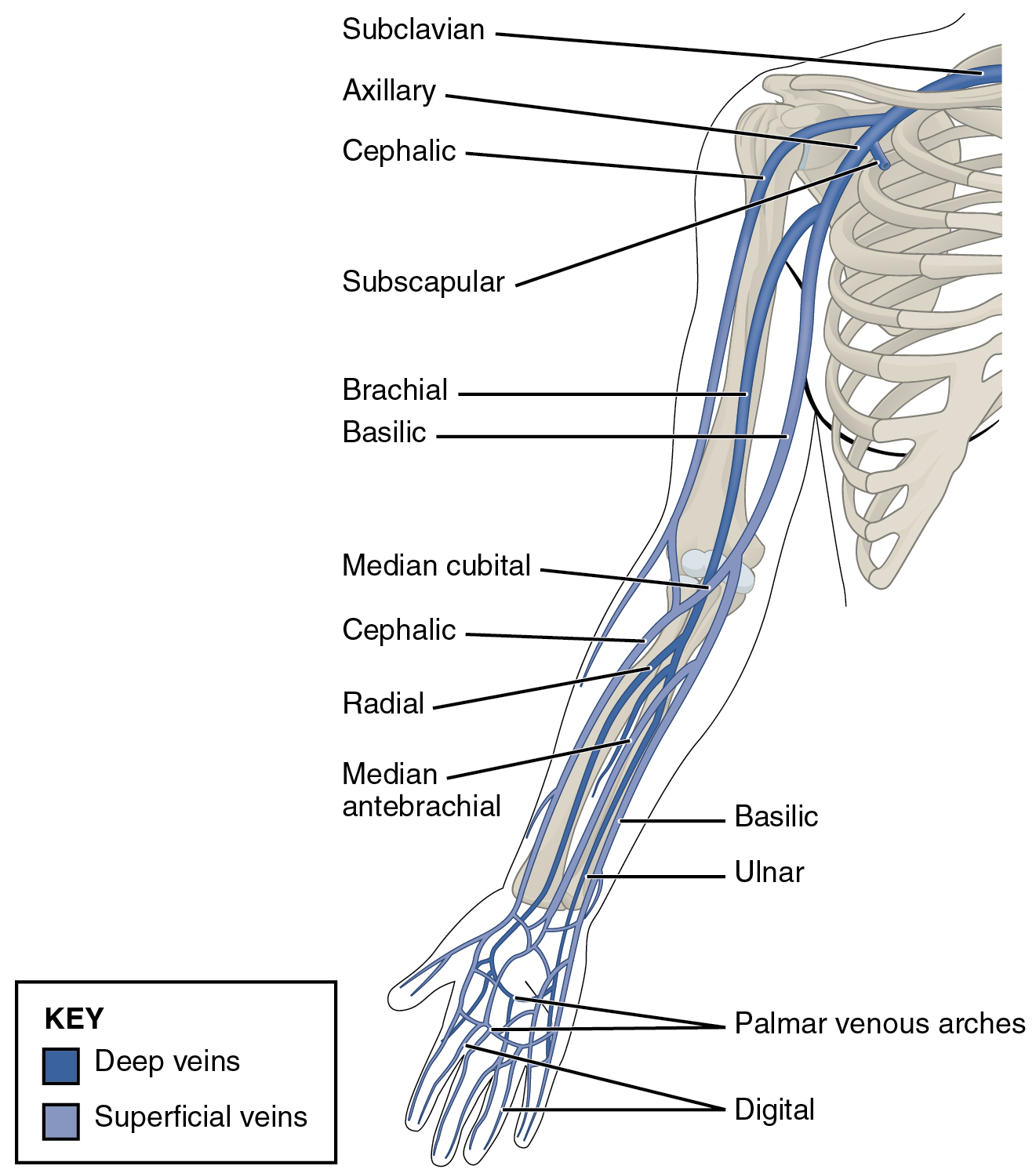
Глубокие и поверхностные вены рук и около грудной клетки

Для вен характерными являются определённые особенности их ангиоархитектоники — порядка их формирования, соотношения их притоков и соединение между собой, распределения по участкам телам. Различают поверхностные и глубокие вены, которые соединяются между собой большим количеством анастомозов, которые обеспечивают лучший отток крови при его нарушении в неудобной позе тела или при патологиях. Поверхностные вены залегают в подкожной клетчатке, обеспечивают терморегуляцию кожных покровов тела. Глубокие вены залегают параллельно артериям по их ходу, имеют в анатомической номенклатуре одинаковые с ними названия и, объединяясь с нервными стволами, образуют сосудисто-нервные пучки. Каждая артерия сопровождается 2-3 одноимёнными глубокими венами, благодаря чему ёмкость вен в 2-3 раза больше ёмкости артерий.

## Классификация
Стенки вены состоят из трёх слоев, или оболочек: внутреннего или эндотелия (состоит из слоя эндотелиальных клеток, расположенных на соединительном слое), среднего (упругая эластичная ткань и волокна гладкой мускулатуры) и наружного — адвентиции (состоит из соединительной ткани). Развитие этих оболочек и особенности их строения в различных венах существенно различаются.
По развитию мышечных элементов в стенках венозных сосудов они разделяются на две группы: вены безмышечного (волокнистого) и мышечного типов. Вены мышечного типа в свою очередь разделяются на вены со слабым, средним и сильным развитием мышечных элементов в стенке.

### Вены безмышечного типа
Вены безмышечного или волокнистого типа характеризуются тонкими стенками и отсутствием средней оболочки. К подобному типу относятся вены твёрдой и мягкой мозговых оболочек, вены костей, селезёнки, сетчатки глаза и плаценты. Вены мозговых оболочек и сетчатки способны сильно растягиваться, но содержащаяся в них кровь может под действием собственной силы тяжести относительно легко оттекать в более крупные по диаметру венозные стволы. Вены костей, селезенки и плаценты также являются пассивными в плане продвижении по ним венозной крови, что обусловлено тем фактом, что они являются плотно сращенными с плотными элементами соответствующих им органов и не способны спадаться, благодаря чему отток венозной крови легко совершается по ним. Эндотелиальные клетки, которые образуют внутренний слой стенки, имеют гораздо более извилистые границы, чем в артериальных сосудах. Снаружи к этому слою прилежит базальная мембрана и тонкий слой волокнистой рыхлой соединительной ткани, который срастается с близлежащими окружающими тканями.

### Вены мышечного типа
Вены мышечного типа (лат. venae myotypicae) отличаются гладкими мышечными клетками в своих оболочках, расположение и количество которых в стенках обусловлены гемодинамическими факторами.
Принято различать вены со слабым, средним и сильным развитием мышечных элементов. Вены со слабым развитием мышечных элементов могут быть различными по диаметру. К венам данного типа относятся вены мелкого и среднего калибра (диаметром не более 1—2 мм), которые сопровождают артерии мышечного типа в верхней части туловища, лица и шеи, а также некоторые крупные вены (например, верхняя полая вена). В данных венах венозная кровь в большой мере движется пассивно под влиянием своей тяжести. К данному типу вен также обычно относят вены верхней конечности. Стенки вен со слабым развитием мышечных элементов несколько тоньше аналогичных по калибру артерий, содержат меньше мышечных клеток и на гистологических препаратах обычно находятся в спавшемся состоянии.
Вены со слабым развитием мышечных элементов мелкого и среднего калибра отлучаются плохо выраженным подэндотелиальным слоем, а также наличием в средней оболочке небольшого количества мышечных клеток. В ряде мелких вен, например в венах желудочно-кишечного тракта, гладкие мышечные клетки средней оболочки образуют собой отдельные «пояса», находящиеся на большом расстоянии друг от друга. Благодаря подобной особенности строения эти вены обладают способностью сильно расширяться и выполнять тем самым ещё и депонирующую функцию. В наружной оболочке мелких вен со слабым развитием мышечных элементов могут находиться единичные продольно расположенные гладкие мышечные клетки.
Среди вен крупного калибра со слабым развитием мышечных элементов, наиболее типичной является верхняя полая вена, в средней оболочке стенки которой наблюдается небольшое количество гладких мышечных клеток, что объясняется прямохождением человека — кровь стекает по этой вене к сердцу благодаря силе тяжести, а также дыхательным движениям грудной клетки.
К венам среднего калибра со средним развитием мышечных элементов стенки относится плечевая вена. Эндотелиальные клетки, образующие её внутреннюю оболочку, являются более короткими, чем в одноимённой артерии. Подэндотелиальный слой образован соединительнотканными волокнами и клетками, ориентированными главным образом вдоль сосуда. Внутренняя оболочка сосудов данного типа формирует клапанный аппарат. Внутренняя эластическая оболочка в этих венах не выражена. На границе между внутренней и средней оболочками имеется только лишь сеть эластических волокон, которые являются связанными с эластическими волокнами средней и наружной оболочек, благодаря чему образуется единый каркас. Средняя оболочка данного типа вен гораздо тоньше, состоит из циркулярно ориентированных пучков гладких миоцитов, разделенных слоями волокнистой соединительной ткани. Наружная эластическая мембрана отсутствует, из-за чего соединительнотканные прослойки средней оболочки переходят непосредственно в рыхлую соединительную волокнистую ткань наружной. Эластические и коллагеновые волокна, располагающиеся в наружной оболочке, имеют преимущественно продольную ориентацию. К венам с сильным развитием мышечных элементов относят крупные вены нижней конечности и нижней половины туловища. Для этих вен характерным является наличие развитых пучков гладких мышечных клеток во всех 3 оболочках, при этом во внутренней и наружной оболочках эти пучки характеризуются продольным направлением, а в средней — циркулярным.

## Межсистемные венозные анастомозы
Вены как и артерии соединяются между собой многочисленными анастомозами, которые имеют значение окольного (коллатерального) пути оттока венозной крови в обход основных вен. Благодаря этим анастомозам в организме обеспечивается окольный кровоток: в случае затруднения оттока крови по одному сосуду в какой-либо области усиливается её отток с помощью других венозных сосудов. В результате образуются порто-кавальные, кава-кавальные, а также кава-кава-портальные анастомозы.
Подсистемы верхней и нижней полых вен соединяются между собой анастомозами, которые составляют группу кава-кавальных анастомозов. Наиболее значимыми кава-кавальными анастомозами являются таковые, располагающиеся в позвоночном канале (с наружными и внутренними позвоночными сплетениями) и на передней брюшной стенке.
Система воротной вены соединяется с системами верхней и нижней полых вен при помощи анастомозов, составляющие группы порто-кавальных анастомозов и кава-кава-портальных анастомозов. Эти анастомозы в норме развиты слабо, но в случаях нарушения оттока венозной крови по системе воротной вены они способны значительно компенсаторно расширяться. Особенно активно функционировать анастомозы данной группы начинают при патологических состояниях, в частности, при портальной гипертензии (повышении давления крови в системе воротной вены), когда имеются препятствия для оттока крови по основным сосудам в системах верхней и нижней полых вен и воротной вены. В этом случае порто-кавальные анастомозы обеспечивают «сброс» крови в обход печени из притоков воротной вены в систему верхней и нижней полых вен.
Также имеются анастомозы между притоками селезеночной и брыжеечных вен, с одной стороны, и парными висцеральными притоками нижней полой вены (почечные, яичковые\яичниковые вены) и корнями непарной и полунепарной вен — с другой, которые располагаются в забрюшинном пространстве.

## Движение крови по венам
Линейная скорость кровотока в венах, как и в других отделах сосудистого русла, зависит от суммарной площади поперечного сечения, поэтому она наименьшая в венулах (0,3—1,0 см/с), наибольшая — в полых венах (10—25 см/с). Течение крови в венах ламинарное, но в месте впадения двух вен в одну возникают вихревые потоки, перемешивающие кровь, её состав становится однородным.
Давление крови в венах является значительно более низким, чем в артериях, и может быть ниже атмосферного (в венах, расположенных в грудной полости, — во время вдоха; в венах черепа — при вертикальном положении тела); венозные сосуды имеют более тонкие стенки, и при физиологических изменениях внутрисосудистого давления меняется их ёмкость (особенно в начальном отделе венозной системы), во многих венах имеются клапаны, препятствующие обратному току крови. Давление в посткапиллярных венулах равно 10—20 мм рт. ст., в полых венах вблизи сердца оно колеблется в соответствии с фазами дыхания от +5 до -5 мм рт. ст. — следовательно, движущая сила (ΔР) составляет в венах около 10—20 мм рт. ст., что в 5—10 раз меньше движущей силы в артериальном русле. При кашле и натуживании центральное венозное давление может возрастать до 100 мм рт. ст., что препятствует движению венозной крови с периферии. Давление в других крупных венах также имеет пульсирующий характер, но волны давления распространяются по ним ретроградно — от устья полых вен к периферии. Причиной появления этих волн являются сокращения правого предсердия и правого желудочка. Амплитуда волн по мере удаления от сердца уменьшается. Скорость распространения волны давления составляет 0,5—3,0 м/с. Измерение давления и объёма крови в венах, расположенных вблизи сердца, у человека чаще проводят с помощью флебографии яремной вены. На флебограмме выделяют несколько последовательных волн давления и кровотока, возникающих в результате затруднения притока крови к сердцу из полых вен во время систолы правых предсердия и желудочка. Флебография используется в диагностике, например, при недостаточности трехстворчатого клапана, а также при расчётах величины давления крови в малом круге кровообращения.
Основная движущая сила — разница давлений в начальном и конечном отделах вен, создаваемой работой сердца. Имеется ряд вспомогательных факторов, влияющих на возврат венозной крови к сердцу.
1. Перемещение тела и его частей в гравитационном поле
В растяжимой венозной системе большое влияние на возврат венозной крови к сердцу оказывает гидростатический фактор. Так, в венах, расположенных ниже сердца, гидростатическое давление столба крови суммируется с давлением крови, создаваемым сердцем. В таких венах давление возрастает, а в расположенных выше сердца — падает пропорционально расстоянию от сердца. У лежащего человека давление в венах на уровне стопы равно примерно 5 мм рт. ст. Если человека перевести в вертикальное положение с помощью поворотного стола, то давление в венах стопы повысится до 90 мм рт. ст. При этом венозные клапаны предотвращают обратный ток крови, но венозная система постепенно наполняется кровью за счёт притока из артериального русла, где давление в вертикальном положении возрастает на ту же величину. Ёмкость венозной системы при этом увеличивается из-за растягивающего действия гидростатического фактора, и в венах дополнительно накапливается 400—600 мл притекающей из микрососудов крови; соответственно на эту же величину снижается венозный возврат к сердцу. Одновременно в венах, расположенных выше уровня сердца, венозное давление уменьшается на величину гидростатического давления и может стать ниже атмосферного. Так, в венах черепа оно ниже атмосферного на 10 мм рт. ст., но вены не спадаются, так как фиксированы к костям черепа. В венах лица и шеи давление равно нулю, и вены находятся в спавшемся состоянии. Отток осуществляется через многочисленные анастомозы системы наружной яремной вены с другими венозными сплетениями головы. В верхней полой вене и устье яремных вен давление в положении стоя равно нулю, но вены не спадаются из-за отрицательного давления в грудной полости. Аналогичные изменения гидростатического давления, венозной ёмкости и скорости кровотока происходят также при изменениях положения (поднимании и опускании) руки относительно сердца.
2. Мышечный насос и венозные клапаны
При сокращении мышц сдавливаются вены, проходящие в их толще. При этом кровь выдавливается по направлению к сердцу (обратному току препятствуют венозные клапаны). При каждом мышечном сокращении кровоток ускоряется, объём крови в венах уменьшается, а давление крови в венах снижается. Например, в венах стопы при ходьбе давление равно 15—30 мм рт. ст., а у стоящего человека — 90 мм рт. ст. Мышечный насос уменьшает фильтрационное давление и предупреждает накопление жидкости в интерстициальном пространстве тканей ног. У людей, стоящих длительное время, гидростатическое давление в венах нижних конечностей обычно выше, и эти сосуды растянуты сильнее, чем у тех, кто попеременно напрягает мышцы голени, как при ходьбе, для профилактики венозного застоя. При неполноценности венозных клапанов сокращения мышц голени не столь эффективны. Мышечный насос усиливает также отток лимфы по лимфатической системе.
3. Движению крови по венам к сердцу
способствует также пульсация артерий, ведущая к ритмичному сдавлению вен. Наличие клапанного аппарата в венах предотвращает обратный ток крови в венах при их сдавливании.
4. Дыхательный насос
Во время вдоха давление в грудной клетке уменьшается, внутригрудные вены расширяются, давление в них снижается до -5 мм рт. ст., происходит засасывание крови, что способствует возврату крови к сердцу, особенно по верхней полой вене. Улучшению возврата крови по нижней полой вене способствует одновременное небольшое увеличение внутрибрюшного давления, увеличивающее локальный градиент давления. Однако во время выдоха приток крови по венам к сердцу, напротив, уменьшается, что нивелирует возрастающий эффект.
5. Присасывающее действие сердца
способствует кровотоку в полых венах в систоле (фаза изгнания) и в фазе быстрого наполнения. Во время периода изгнания атриовентрикулярная перегородка смещается вниз, увеличивая объём предсердий, вследствие чего давление в правом предсердии и прилегающих отделах полых вен снижается. Кровоток увеличивается из-за возросшей разницы давления (присасывающий эффект атриовентрикулярной перегородки). В момент открытия атриовентрикулярных клапанов давление в полых венах снижается, и кровоток по ним в начальном периоде диастолы желудочков возрастает в результате быстрого поступления крови из правого предсердия и полых вен в правый желудочек (присасывающий эффект диастолы желудочков). Эти два пика венозного кровотока можно наблюдать на кривой объёмной скорости кровотока верхней и нижней полых вен.

## Важнейшие вены
Важнейшие вены организма:
- Яремная вена
- Лёгочные вены
- Воротная вена
- Верхняя полая вена
- Нижняя полая вена
- Подвздошная вена
- Бедренная вена
- Подколенная вена
- Подкожная большая вена ноги
- Скрытая малая вена ноги